# Стефан Саваїт
Стефан Саваїт († 794, Лавра Святого Сави, Візантія) — християнський святий, племінник Св. Йоана Дамаскіна. Був ясновидцем.
Святий Стефан Саваїт жив у лаврі св. Сави, тому й одержав назву Саваїт. До монастиря він прибув разом зі своїм дядьком св. Іваном Дамаскином, який керував його духовним життям п'ятнадцять літ. Невдовзі Стефан став таким досконалим ченцем, що Господь обдарував його даром яснобачення. Коли недостойні просили його молитися за них, Стефан, ясновидючим духом бачачи їхнє жалюгідне життя, відповідав: "Нехай ваші діла молять за вас, бо мої молитви нічого вам не допоможуть, доки противляться ваші діла". А праведним говорив: "Ви добре стоїте, але дивіться, щоб не впасти; витривайте до кінця, щоби бути спасенними". Своє праведне життя закінчив Стефан Саваїт 794 року. 
- Пам'ять - 27 липня (Св. ап. Акили та Св. Стефана Саваїта)

## Джерело
- Рубрика Покуття. Календар і життя святих. (дозвіл отримано 9.01.2008)